# 黄波戸温泉
黄波戸温泉（きわどおんせん）は、山口県長門市（旧大津郡日置町）にある海沿いの温泉。長門市街より西方にある。

## 泉質
- アルカリ性単純温泉

加温の源泉かけ流しで、温泉評論家の郡司勇は好意的な評価を下している。

## 周辺環境
北長門海岸国定公園の風光明媚な海浜にあり、深川湾を隔てて青海島を望む温泉。かつては複数の施設で入浴が可能だったが、現在は日帰り入浴施設の「黄波戸温泉交流センター」でのみ入浴できる。

## 歴史
かつての黄波戸温泉は、海中に湧出する冷泉で、昭和30年（1950）にボーリングを行い、2年後に村営の入浴施設が開設された。
現在の源泉は平成4年（1992）に新たにボーリングによって発見されたもので、これを利用した黄波戸交流センターは平成7年（1995）にオープンした。

## アクセス
- 鉄道：JR山陰本線黄波戸駅下車
- 自動車：国道191号線から境川交差点を北上。県道長門油谷線沿い。